# Tim Schenken
Tim Schenken (n. 26 septembrie 1943) este un fost pilot australian de Formula 1 care a evoluat în Campionatul Mondial între anii 1970 și 1974.